# Championnat d'Islande de football 1966
Navigation
Saison précédente Saison suivante
La saison 1966 du Championnat d'Islande de football était la 55e édition de la première division islandaise. Les six clubs jouent les uns contre les autres lors de rencontres disputées en matchs aller et retour.
Une nouvelle fois, une "finale" est nécessaire pour déterminer le vainqueur du championnat. Cette saison, c'est l'ÍBK Keflavík et le Valur Reykjavik qui terminent à égalité en tête du classement. Deux matchs sont même nécessaires puisque les deux équipes terminent la première rencontre sur un match nul 2-2 au Laugardalsvöllur. Le Valur gagne le 2e match 2 buts à 1 et remporte le 14e titre de son histoire.
En bas de classement, le þrottur Reykjavik fait l'ascenseur pour la 3e fois en 8 saisons, en étant relégué l'année de sa promotion en 1. Deild.

## Les 6 clubs participants
| \| Reykjavik : · þrottur - Valur - KR IA Akranes ÍBA Akureyri ÍBK Keflavík \| Clubs participants |
| Reykjavik : · þrottur - Valur - KR IA Akranes ÍBA Akureyri ÍBK Keflavík                          |

| Club              | Classement 1965 | Stade            | Ville     |
| ----------------- | --------------- | ---------------- | --------- |
| IA Akranes        | 1               | Akranesvöllur    | Akranes   |
| þrottur Reykjavik | 2. Deild        | Laugardalsvöllur | Reykjavik |
| ÍBK Keflavík      | 3               | Njarðvíkurvöllur | Keflavík  |
| KR Reykjavik      | 2               | Laugardalsvöllur | Reykjavik |
| ÍBA Akureyri      | 5               | Akureyrarvöllur  | Akureyri  |
| Valur Reykjavik   | 4               | Laugardalsvöllur | Reykjavik |

1. ↑  Le club est basé à Keflavík mais dispute ses matchs au stade de Njarðvík cette saison

## Compétition

### Classement
Le barème de points servant à établir le classement se décompose ainsi :
- Victoire : 2 points
- Match nul : 1 point
- Défaite : 0 point

| Rang | Équipe              | Pts | J  | G | N | P | Bp | Bc | Diff |
| ---- | ------------------- | --- | -- | - | - | - | -- | -- | ---- |
| 1    | ÍBK Keflavík        | 14  | 10 | 6 | 2 | 2 | 23 | 12 | +11  |
| 2    | Valur Reykjavik     | 14  | 10 | 6 | 2 | 2 | 20 | 12 | +8   |
| 3    | ÍBA Akureyri        | 12  | 10 | 4 | 4 | 2 | 20 | 17 | +3   |
| 4    | KR Reykjavik T C    | 10  | 10 | 4 | 2 | 4 | 19 | 13 | +6   |
| 5    | ÍA Akranes          | 7   | 10 | 2 | 3 | 5 | 13 | 21 | -8   |
| 6    | Þrottur Reykjavik P | 3   | 10 | 0 | 3 | 7 | 7  | 27 | -20  |

|  | Qualifié pour le barrage pour le titre      |
|  | Qualifié pour la Coupe des Coupes 1967-1968 |
|  | Relégation en 2. Deild                      |

### Matchs
| Résultats (▼dom., ►ext.)                                   | þrot | Akur | Akr | Kef | KR  | Val |
| Þrottur Reykjavik                                          |      | 1-1  | 1-1 | 1-1 | 1-5 | 1-4 |
| ÍBA Akureyri                                               | 5-1  |      | 2-1 | 0-5 | 1-0 | 1-1 |
| ÍA Akranes                                                 | 3-1  | 2-7  |     | 2-1 | 1-2 | 1-1 |
| ÍBK Keflavík                                               | 1-0  | 1-1  | 4-1 |     | 2-1 | 3-2 |
| KR Reykjavik                                               | 5-0  | 2-2  | 1-1 | 0-2 |     | 1-0 |
| Valur Reykjavik                                            | 1-0  | 3-0  | 1-0 | 4-3 | 3-2 |     |
| - Victoire à domicile - Match nul - Victoire à l'extérieur |      |      |     |     |     |     |

#### Match pour le titre
| 25 septembre 1966 | Valur Reykjavik | 2 - 2 | ÍBK Keflavík | Laugardalsvöllur, Reykjavik |  |
|                   |                 |       |              |                             |  |
|                   | (Rapport)       |       |              |                             |  |

| 2 octobre 1966 Match rejoué | Valur Reykjavik | 2 - 1 | ÍBK Keflavík | Laugardalsvöllur, Reykjavik |  |
|                             |                 |       |              |                             |  |
|                             | (Rapport)       |       |              |                             |  |

## Bilan de la saison
| Tableau d'Honneur                 |                 |
| Compétition                       | Vainqueur       |
| Championnat d'Islande de football | Valur Reykjavik |
| Coupe d'Islande de football       | KR Reykjavik    |

| Qualifications européennes                   |                 |
| Coupe d'Europe des clubs champions 1967-1968 | Qualifié        |
| 1er tour                                     | Valur Reykjavik |
| Coupe des Coupes 1967-1968                   | Qualifié        |
| Tour préliminaire                            | KR Reykjavik    |

| Promotion et relégation |                   |
| Relégué en 2. Deild     | þrottur Reykjavik |
| Promu en 1. Deild       | Fram Reykjavik    |

## Meilleurs buteurs
| # | Buteurs            | Clubs           | Nb de Buts |
| - | ------------------ | --------------- | ---------- |
| 1 | Jon Johansson      | ÍBK Keflavík    | 10         |
| 2 | Kari Arnason       | ÍBA Akureyri    | 7          |
| 2 | Ingvar Elisson     | Valur Reykjavik | 7          |
| 4 | Karl Hermannsson   | ÍBK Keflavík    | 6          |
| 4 | Hermann Gunnarsson | Valur Reykjavik | 6          |
| 4 | Reynir Jonsson     | Valur Reykjavik | 6          |